# Izdebno (gromada)
Izdebno – dawna gromada, czyli najmniejsza jednostka podziału terytorialnego Polskiej Rzeczypospolitej Ludowej w latach 1954–1972.
Gromady, z gromadzkimi radami narodowymi (GRN) jako organami władzy najniższego stopnia na wsi, funkcjonowały od reformy reorganizującej administrację wiejską przeprowadzonej jesienią 1954 do momentu ich zniesienia z dniem 1 stycznia 1973, tym samym wypierając organizację gminną w latach 1954–1972.
Gromadę Izdebno z siedzibą GRN w Izdebnie utworzono – jako jedną z 8759 gromad na obszarze Polski – w powiecie garwolińskim w woj. warszawskim, na mocy uchwały nr VI/10/2/54 WRN w Warszawie z dnia 5 października 1954. W skład jednostki weszły obszary dotychczasowych gromad Izdebno, Izdebno Romanów, Aleksandrów, Budel Krzywda i Uścieniec oraz miejscowości Marysin i Uścieniec z dotychczasowej gromady Uścieniec kolonia (z wyłączeniem kolonii Zabruzdy) ze zniesionej gminy Łaskarzew w tymże powiecie. Dla gromady ustalono 14 członków gromadzkiej rady narodowej.
29 lutego 1956 do gromady Izdebno przyłączono wieś Grabina z gromady Żabieniec Nowy w tymże powiecie.
Gromadę zniesiono 31 grudnia 1959, a jej obszar włączono do gromady Łaskarzew-Osada w tymże powiecie.